# Rubraea chambezi
Rubraea chambezi is een vlinder uit de familie van de Nymphalidae. De soort is voor het eerst wetenschappelijk beschreven als Acraea nohara chambezi door Sheffield Airey Neave in een publicatie uit 1910.
Deze soort komt voor in de Brachystegia-bossen van Zuidwest-Tanzania en Oost-Zambia. De naam refereert naar de Chambezi, een rivier in Noordoost-Zambia.